# Sphinx (Software)
Sphinx ist ein Software-Dokumentationswerkzeug, welches reStructuredText in HTML-Seiten sowie viele weitere Formate wie PDF, EPUB und Manpages umwandelt. Es nutzt die Erweiterbarkeit von reStructuredText für z. B. das Darstellen mathematischer Notation oder zur Syntax-Hervorhebung. Der erste öffentliche Release wurde am 21. März 2008 freigegeben. Es wurde zur Dokumentation des Python-Projekts entwickelt und wird von diesem auch intensiv eingesetzt.
Seit seiner Einführung im Jahr 2008 wurde Sphinx zunehmend auch in anderen wichtigen Python-basierten Projekten wie Bazaar, SQLAlchemy, MayaVi, Sage, SciPy, Django und Pylons eingesetzt, weiterhin wird es zur Dokumentation der Blender-Python-Programmierschnittstelle verwendet. Um die Wartung von Software-Dokumentationen zu vereinfachen, wurde das Read-the-docs-Project gegründet, welches den Prozess des Uploads der aktuellen Dokumentation nach jedem Commit automatisiert. Die Python Software Foundation fördert das Read-the-docs-Projekt.